# Kenshin Uesugi
Kenshin Uesugi (jap. 上杉 謙信 Uesugi Kenshin; ur. 18 lutego 1530, zm. 19 kwietnia 1578) – urodził się w epoce Sengoku w prowincji Echigo, jako czwarty syn gubernatora wojskowego (shugo), Tamekage Nagao.
Był jednym z najsilnieszych przywódców klanu i zaciekłym rywalem Shingena Takedy. Dzięki swojej odwadze, strategii i wierze w boga Bishamontena zyskał wśród swoich żołnierzy przydomek "boga wojny".

## Historia imienia
Prawdziwe imię i nazwisko Kenshina Uesugi brzmiało: Kagetora Nagao. Zmienił je na Masatora Uesugi, kiedy odziedziczył tytuł namiestnika (kanrei lub kanryō) regionu Kantō, przysługujący klanowi Uesugi. Później zmienił je na Terutora Uesugi, na cześć sioguna Yoshiteru Ashikagi. Imię Kenshin przyjął, gdy został buddyjskim mnichem.
Bywał nazywany "Smokiem z Echigo" ze względu na swoje umiejętności, które prezentował na polu bitwy. Jego odwieczny rywal Shingen Takeda nazywany był "Tygrysem z Kai". Obydwa te przydomki nie są przypadkowe, ponieważ w mitologii chińskiej Smok i Tygrys prowadzą niekończącą się walkę o dominację. Kenshin Uesugi i Shingen Takeda znali tę historię ze względu na zainteresowanie pracami Sun Zi.

## Życiorys
Urodził się jako czwarty syn gubernatora-generała Tamekage Nagao. Jego ojciec był znany ze zwycięstw nad Sadanorim Uesugi i Funayoshim Uesugi. Jednakże w późniejszych latach wybuchły przeciw niemu bunty chłopów i mnichów w regionie Hokuriku. Jego polityczna władza zaczęła gwałtownie maleć, sytuacja w prowincji Echigo uległa pogorszeniu. Do rozstrzygnięcia doszło w 1536, kiedy ojciec Kenshina zebrał armię i pomaszerował na zachód. Jednak, podczas przemarszu przez Sendanno w prowincji Etchu, jego oddziały zaatakował Kazuyori Enami. Tamekage zginął, a jego armia została rozbita.
Rezultatem tych zdarzeń było przejęcie władzy w Echigo przez najstarszego brata Kenshina, Harukage Nagao, który popadł w konflikt z innym bratem, Kageyasu, w wyniku czego ten ostatni zginął. Na czas sporu Kagetora (Kenshin) został umieszczony w świątyni w Rizen, gdzie spędził 7 lat (1537-1544).

### Dążenie do władzy

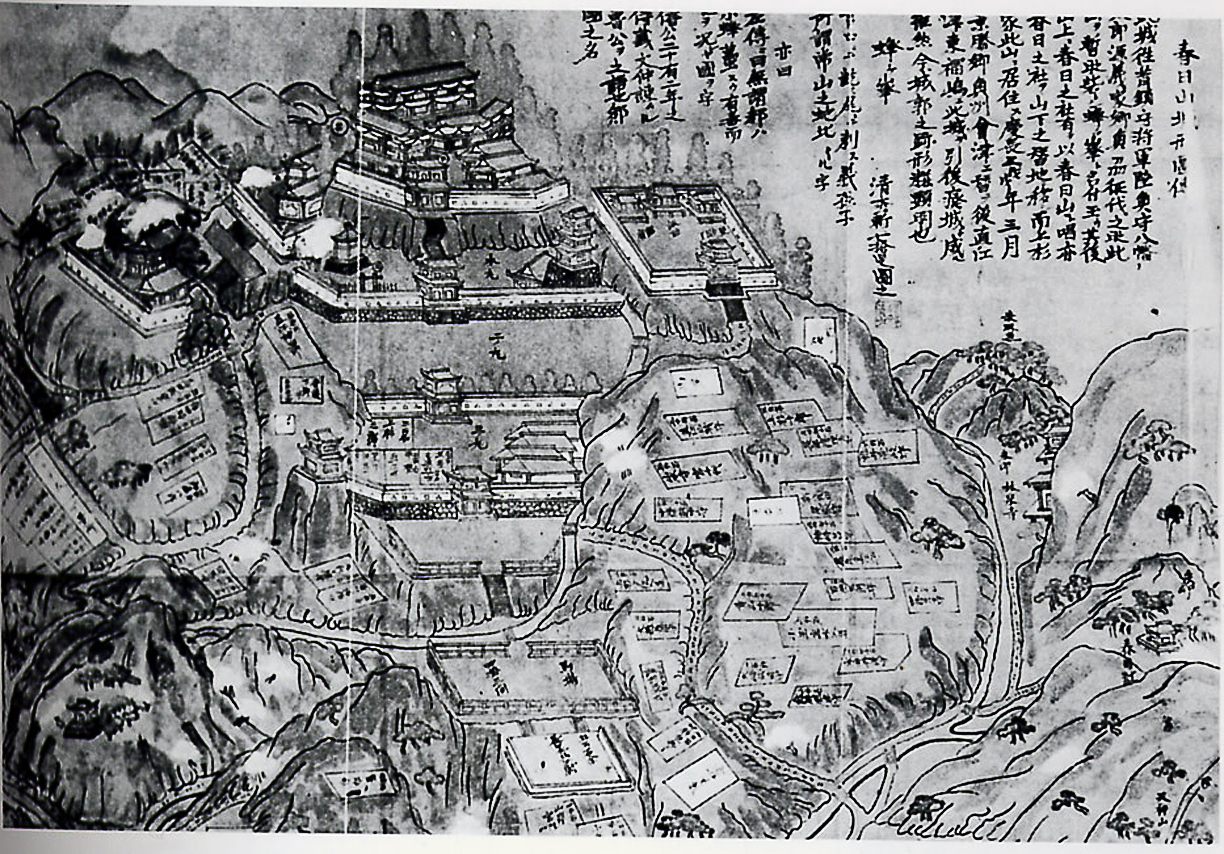
Zamek Kasugayama

W wieku czternastu lat, Kenshin spotkał Sadamitsu Usami'ego i wielu innych znajomych swojego zmarłego ojca. Namówili go, aby udał się do Echigo i zakwestionował władzę starszego brata, Harukage.
Kenshin nie chciał stawać do walki przeciwko bratu, ale w końcu został przekonany, że jest to konieczne dla dobra prowincji Echigo. Po serii bitew pod własnym dowództwem i Sadamitsu Usami'ego przejął kontrolę nad klanem Harukage w 1547. Dalsze losy Harukage nie są jasne. Jedne źródła mówią, że pozwolono mu żyć, inne zaś, iż skazano go na karę śmierci.

### Wczesne lata rządów
Władza Kenshina nad klanem Nagao była niekwestionowana, ale większa część Echigo wciąż była niezależna od młodego wojownika.
Kenshin dążył do umocnienia swojej władzy w regionie, ale jego plany zostały wstrzymane. Nagatoki Ogasawara i Yoshikiyo Murakami, dwaj daimyō z prowincji Shinano, poprosiło Kenshina o pomoc w walce przeciwko Shingenowi Takedzie. W czasie, gdy Kenshin przejął władzę w Echigo, Shingen Takeda odniósł wiele zwycięstw w Shinano. Podboje rodu Takeda zagroziły pokojowi w Echigo, Kenshin zgodził się stanąć do walki.

### Uesugi i Takeda
Początkowo Kenshin i Shingen byli bardzo ostrożni, przez wiele lat nie doprowadzając do większych starć. Sytuacja zmieniła się podczas bitew na równinie Kawanakajima.
Byli wrogami przez około 14 lat. Darzyli się wzajemnie ogromnym szacunkiem. Shingen podarował Kenshinowi niezwykle cenny miecz, co ukazywało jego stosunek do przeciwnika.
Gdy Takeda zmarł w 1573, Uesugi przysiągł, że nie zaatakuje prowincji Kai. W ciągu trzech lat klan Uesugi i klan Takeda nawiązały ścisłą współpracę. Przykładem może być czyn Kenshina, który na wieść o bojkocie dot. soli przez kilku daimyō z klanu Hōjō posłał ładunek rodowi Takeda. Kenshin uznał, iż "wojny wygrywa się za pomocą miecza i włóczni, a nie ryżu i soli". Na co jego doradcy polityczni powiedzieli mu, że "pokój utrzymuje się za pomocą soli i ryżu, a nie miecza i włóczni".

### Inne wydarzenia
W rywalizacji pomiędzy Kenshinem a Shingenem doszło do pięciu słynnych potyczek (bitwy na równinie Kawanakajima). W 1551 Kenshin został wezwany do udzielenia schronienia swojemu panu, Norimasie Uesugi, który przez kilka lat walczył w regionie Kantō z klanem Hōjō. Zgodził się udzielić schronienia, jednak nie zobowiązywał się do zbrojnego ruszenia przeciwko Hōjō. W 1559 Kenshin udał się do Kioto, aby oddać hołd siogunowi. W tym samym roku Norimasa namówił go, by udał się do Kantō i przejął tam władzę z rąk klanu Hōjō. Kenshin zajmował zamki jeden po drugim, aż do czasu przybycia do zamku Odawara w prowincji Sagami. Wprawdzie zdobył i spalił miasto, jednak twierdza pozostała nietknięta.
Kenshin interesował się również prowincją Etchu rządzoną przez klany Jinbo i Shiina. Podbój tej prowincji zakończył w 1575, zajmując główny zamek klanu Shiina.

### Ostatnie lata życia
W 1576 Kenshin zaczął rozważać kwestię zagrożenia ze strony Nobunagi Ody, ponieważ ten zaczął odgrywać coraz większą rolę. Po śmierci Shingena Takedy i Ujiyasu Hōjō Kenshin mógł się rozprawić z najsilniejszym podówczas wodzem. Po śmierci daimyō prowincji Noto Uesugi rozpoczął ekspansję na tym terenie, wykorzystując wewnętrzne konflikty możnych.
W odpowiedzi Nobunaga, wraz ze swoimi dwoma najlepszymi generałami: Katsuie Shibatą i Toshi'ie Maedą, wyruszył do Tedorigawa, aby spotkać się z Kenshinem. Uesugi widząc przewagę wroga, odmawiał walki. Gdy ulewa zniwelowała różnice między armiami, zgodził się walczyć. Shibata zarządził natychmiastowy odwrót i połączenie z główną armią Nobunagi. Następnie, Kenshin wysłał część armii w kierunku prowincji Kai. Manewr udał się, gdyż Nobunaga zdecydował się wysłać część armii na nocny wypad do obozu wroga. Jednak Uesugi wiedział, że tak się stanie i ufortyfikował obóz, a wszystkich żołnierzy postawił w pełnej gotowości. To zaskoczyło żołnierzy Nobunagi, których duża część poległa (ok. 1/4). Nobunaga wycofał się do prowincji Ōmi, a Kenshin ufortyfikował część prowincji Kaga. Zimą 1577-1578 Kenshin Uesugi zebrał armię i wyruszył na ziemie Nobunagi. Jednak ze względów zdrowotnych nie osiągnął zamierzonego celu. 9 kwietnia zatrzymał ekspansję, a 19 kwietnia zmarł.
Kenshin pozostawił po sobie wiersz śmierci 「四十九年一睡の夢 一期の栄華一盃の酒」。
```
Czterdzieści dziewięć lat życia – jak krótki sen,

życie pełne pomyślności – jak jedna czarka pełna sake.
```

## Śmierć Kenshina Uesugi
Sprawa śmierci Kenshina jest pełna rozbieżności. Według najbardziej prawdopodobnej wersji, zmarł z powodu nowotworu brzucha. Istnieje też opinia mówiąca o nadużywaniu alkoholu, co doprowadziło do wyniszczenia organizmu, a następnie śmierci.
Niektórzy twierdzą, iż został on zamordowany przez ninję wynajętego przez Nobunagę. Pewne jest to, że po śmierci Kenshina Nobunaga wypowiedział te słowa: "Teraz imperium jest moje".

## Następstwa śmierci Kenshina
Śmierć Kenshina była katastrofą dla klanu Uesugi. Władzę przejął Kagekatsu, jednak armia była wyniszczona wojnami z Takedą i Nobunagą, a więc ten ostatni bez większych problemów zajął prowincję Echigo.
Po śmierci Kenshina pojawiły się spekulacje, że nie był mężczyzną lub że był homoseksualistą, ponieważ szukano powodu, dla którego nigdy się nie ożenił.